# Juventud Rebelde
Juventud Rebelde (span. für rebellische Jugend) ist eine kubanische Tageszeitung, die vom Kommunistischen Jugendverband Kubas (UJC – Unión de Jóvenes Comunistas) herausgegeben wird. Sie hat eine Auflage von 250.000 Exemplaren (Wochenendausgabe: 500.000).

## Geschichte

### Anfänge
„[…] eine Zeitung, welche in erster Linie für die Jugend gedacht ist, mit Inhalten, die die Jugendlichen interessieren, die aber auch eine Qualitätszeitung sein soll und in der auch Dinge stehen sollen, die für alle von Interesse sind.“

Am 21. Oktober 1965 kündigte Fidel Castro das Erscheinen einer neuen Tageszeitung für die Jugend an. Aus diesem Anlass sprach Fidel Castro mit Vertretern der UJC aus den verschiedenen Provinzen, woraufhin die Gründung der Juventud Rebelde beschlossen wurde.
Am 22. Oktober erschien die 16-seitige Erstausgabe mit farbigem Titelbild. In diesem Format erschien die Zeitung bis zum Januar 1966. Darauf erhöhte sich die Auflage auf 80.000 mit 8, 10 und 12 Seiten. Juventud Rebelde erschien in zwei Ausgaben: In Havanna als Abendzeitung und morgens im Rest des Landes.

### Weitere Entwicklung
Am 1. Juni 1969 wurde die Samstagsausgabe zugunsten einer landesweiten Sonntagsausgabe aufgegeben. 1969 wurde auch die nationale Korrespondentenschule der Juventud Rebelde gegründet, um die lokale Berichterstattung von jeder Provinz auf der Insel zu ermöglichen.
Ab dem 1. März 1970 erschien die Juventud Rebelde in drei Editionen: Eine für Havanna, eine für die damaligen Provinzen Camagüey und Oriente und eine für den Rest des Landes.
Bei verschiedenen Gelegenheiten benutzte die Zeitung auch den Vierfarbdruck: Im Dezember 1975 im Vorfeld des I. Parteitags der PCC, 1976 beim Zusammentreffen der I. Nationalversammlung, 1977 während des dritten Kongresses der UJC und 1978 während der XI. Weltfestspiele der Jugend.
Im Oktober 2013 wurde der damalige Chefredakteur Pelayo Terry Chefredakteur der Parteizeitung Granma. Mit ihm solle gemäß offiziell geäußertem Willen der kubanischen Regierung ein neuer, freierer Wind in der kubanischen Medienlandschaft wehen. Als Beispiel wurde die auch für Kritik genutzte Kommentarfunktion der Internetausgabe der Juventud Rebelde angeführt. Experten glaubten aber, dass es sich hierbei nicht um viel mehr als ein Lippenbekenntnis der kubanischen Regierung handele. Es „[sei] ein wiederkehrendes Ritual, dass Fidel oder Raúl Castro die Medien kritisierten, ohne dass sich etwas verändere.“
Terrys Nachfolgerin wurde seine bisherige stellvertretende Chefredakteurin Marina Menéndez Quintero.
Seit Dezember 2017 ist Yoerky Sánchez Cuéllar Chefredakteur.